# The Hollywood Reporter
The Hollywood Reporter (ibland förkortat som THR) är en branschtidning inom underhållningsindustrin i USA med säte i stadsdelen Mid-Wilshire i Los Angeles i Kalifornien. Tidningen är en av de två stora — den andra är Variety. Båda skriver nyhetsartiklar om nöjesindustrin från ett insiderperspektiv.
The Hollywood Reporter grundades av William R. Wilkerson 1930. Från grundandet fram till år 2010 var den en dagstidning, därefter ges den en gång per vecka.